# Schriesheim
Schriesheim is een plaats in de Duitse deelstaat Baden-Württemberg, gelegen in het Rhein-Neckar-Kreis. De stad telt 14.921 inwoners.

## Geografie
Schriesheim heeft een oppervlakte van 31,64 km² en ligt in het zuidwesten van Duitsland.

## Stadsdelen
- Altenbach
- Kernstadt
- Ursenbach

## Stedenband
Schriesheim heeft een stedenband met de volgende stad:
- Uzès (Frankrijk)